# Laimdota Straujuma
Laimdota Straujuma (parròquia de Mežvidi, municipi de Kārsava, RSS de Letònia, 24 de febrer de 1951) és una política, física, matemàtica i economista letona, que ostenta el càrrec de Primera Ministra de Letònia des de 2014. En el govern de Letònia ha ocupat diversos càrrecs, essent-ne Ministra d'Agricultura i Secretària d'Estat entre els anys 2000 i 2006; el 2007 va ser Ministra de Desenvolupament Regional i Assumptes de Govern Local, i també Secretària d'Estat fins al 2001, que va ser reescollida com a ministra d'Agricultura. Des del 22 de gener de 2014, després de la renúncia de Valdis Dombrovskis, és la 13a Primera Ministra de Letònia, essent la primera dona a ocupar el càrrec.

## Biografia

### Formació
Està llicenciada des de l'any 1987 en física i matemàtiques per la Universitat de Letònia. Després de llicenciar-se va entrar a l'Institut d'Economia i a l'Acadèmia de Ciències de Letònia, doctorant-se el 1992 en economia agrícola, defensant una tesi sobre «L'avaluació dels recursos de fabricació en les empreses letones».

### Carrera professional
Des de l'any 1973 va treballar a l'Acadèmia de Ciències de Letònia com a assistent d'investigació. El 1991 liderà el Pla Nacional del Sector Agrícola, sent en aquest mateix any quan també va treballar com a investigadora de l'empresa al Centre de Còmput de Letònia fins al 1993, en què va passar a ser cap i seguidament subdirectora del Centre d'Assessoria Agrícola.
El 1998 va ser vicepresidenta i seguidament també directora adjunta de l'Assessoria Agrícola de Letònia i del Centre de Suport a la Capacitació, del qual més tard es va convertir en consellera i presidenta estatal en funcions fins al mes de novembre de 1999. Entre 2002 i 2007 va ser membre de la Junta d'Hipoteques de Letònia i del Banc Agrícola, i durant aquest període va pertànyer a l'Acadèmia Agrícola i Forestal de Ciències. El 2008 va ser triada membre de la composició de consellers de la Universitat d'Agricultura, pertanyent a diferents consells universitaris fins al 2011.

### Política
L'any 1998 va entrar al món de la política ingressant en el Partit Popular de Letònia. Un any més tard, el 1999, va ser vicepresidenta del Ministeri d'Agricultura.
A partir del 9 d'octubre de 2000 va ser nomenada per la presidenta Vaira Vīķi-Freiberga com a ministra d'Agricultura i Secretària d'Estat fins al 31 de desembre de 2006.
Al mes de gener de 2007 va ser nomenada Ministra de Desenvolupament Regional i Assumptes de Govern Local i també Secretària d'Estat del seu nou ministeri. El 25 d'octubre de 2011 va ser nomenada pel president Andris Bērziņš, per segona vegada, ministra d'Agricultura, dins el tercer Gabinet Dombrovskis.
Durant aquests anys, el 2002, va deixar el Partit Popular de Letònia i va entrar al Partit de la Nova Era, fins que el 2011 va entrar en el partit Unitat.
Posteriorment, el dia 5 de gener de 2014, després de la dimissió del primer ministre Valdis Dombrovskis, el partit Unitat la va presentar com a candidata al càrrec i la candidatura va ser aprovada pel Saeima (Parlament Nacional) rebent el suport dels altres partits. El dia 6 de gener va ser investida com a nova 13a Primera Ministra de Letònia, sent la primera dona a ocupar aquest càrrec. Ha format dos gabinets de govern, el Primer Gabinet Straujuma, entre el 22 de gener i el 5 de novembre de 2014, i el Segon Gabinet Straujuma, a partir del 5 de novembre de 2014 després de les eleccions legislatives letones de 2014. Straujuma va dimitir el 7 de desembre de 2015.

## Premis i condecoracions
- Membre Honorari de l'Institut Britànic de Consultors Agrícoles, 1997.
- Reconeixement del Ministeri de Relacions Exteriors de Letònia, 2003.
- Creu de Reconeixement de Letònia Classe II, 2006.
- Premi de reconeixement del Govern de Letònia, 2008.